# Hermann Paech
Hermann Paech (* 4. Mai 1877 in Cottbus; † 23. September 1956 vermutlich in Hamburg) war ein deutscher Werftleiter.

## Leben und Wirken
Der in Cottbus geborene Paech besuchte die technische Hochschule Charlottenburg. Anschließend arbeitete er als Baubeamter für die Kaiserliche Marine. Von 1909 bis 1903 konstruierte er als Dezernent im Berliner Reichsmarineamt Linienschiffe. Danach beaufsichtigte er den Marinebau in der Hamburger Vulkanwerft und weiteren Schiffsbauunternehmen.

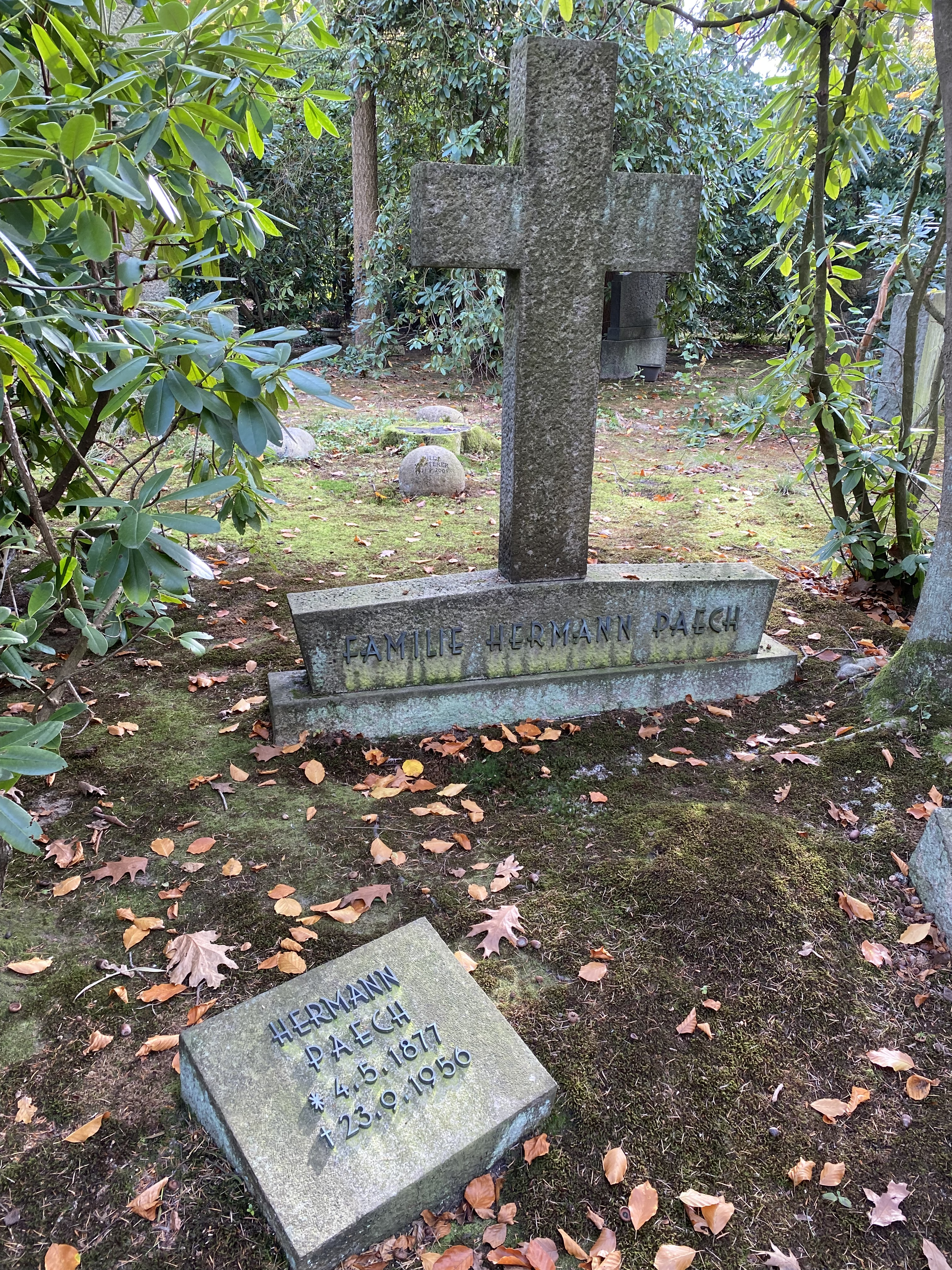
Grabstätte

1920 wechselte Paech von der kriegsbedingt deutlich reduzierten Marine zur Hamburger Werft Janssen & Schmilinsky, die er mehrere Jahre leitete. Das Unternehmen baute seit 1858 Schleppdampfer und Hafen-, Klein- und Spezialschiffe. 1932 begann die Werft in neuen Gebäuden in Tollerort mit dem Bau größerer Schiffe, verkalkulierte sich damit jedoch und ging im Dezember 1928 in Konkurs. Im Januar 1929 übernahmen die Kieler Howaldtswerke das Unternehmen, Anfang 1930 auch die Vulkanwerft. Da sie sich auf den Ausbau der Vulkanwerft konzentrierten, legten sie den Standort Tollerort 1931 still. Paech übernahm im entstandenen Gesamtkonzern der Howaldtswerke Hamburg Führungspositionen und stieg 1935 in den Vorstand auf. 
Während des Zweiten Weltkriegs organisierte Paech die Produktion. Während dieser Zeit unterschrieb er 1939 eine nationalsozialistisch geprägte Betriebsordnung. Ab 1940 setzte er sich für betriebliche Sozialfürsorge wie die Alters- und betriebsärztliche Versorgung ein. Er organisierte eine Lehrlingsunterkunft, ein Erholungsheim in Malente-Gremsmühlen und ein Kinderheim in der Lüneburger Heide. Ab 1941 rief er in seiner Werkszeitschrift mehrfach regimetreu zum Durchhalten auf.
1942 übernahm Paech den Vorstandsvorsitz der Werft und wurde im selben Jahr anlässlich des 65. Geburtstags zum Wehrwirtschaftsführer ernannt. Kurz vor Kriegsende legte er am 22. März 1945 sein Amt nieder.
Hermann Paech verstarb im Alter von 79 Jahren und wurde in der Familiengrabstätte auf dem Friedhof Groß Flottbek in Hamburg beigesetzt.